# Guatemala Future Series
Die Guatemala Future Series sind offene internationale Meisterschaften von Guatemala im Badminton. Sie werden seit 2009 ausgetragen.

## Die Sieger
| Saison | Herreneinzel                     | Dameneinzel              | Herrendoppel                                             | Damendoppel                                          | Mixed                                                      |
| ------ | -------------------------------- | ------------------------ | -------------------------------------------------------- | ---------------------------------------------------- | ---------------------------------------------------------- |
| 2009   | Kevin Cordón                     | Sandra Chirlaque         | Kevin Cordón Rodolfo Ramírez                             | nicht ausgetragen                                    | Rodolfo Ramírez Lorena Duany                               |
| 2017   | Karan Rajan Rajarajan            | Nikte Sotomayor          | Jonathan Solís Rodolfo Ramírez                           | Diana Corleto Soto Mariana Isabel Paiz Quan          | Jonathan Solís Nikte Sotomayor                             |
| 2018   | nicht ausgetragen                | nicht ausgetragen        | nicht ausgetragen                                        | nicht ausgetragen                                    | nicht ausgetragen                                          |
| 2019   | Job Castillo                     | Diana Corleto Soto       | Jonathan Solís Anibal Marroquín                          | Ana Lucia Albanes Cordon Sara Michele Barrios Chiong | Brandon Alavardo Alejandra José Paiz Quân                  |
| 2020   | nicht ausgetragen                | nicht ausgetragen        | nicht ausgetragen                                        | nicht ausgetragen                                    | nicht ausgetragen                                          |
| 2021   | Rubén Castellanos                | Lauren Lam               | Enrico Asuncion Don Henley Averia                        | Diana Corleto Soto Nikte Sotomayor                   | Jonathan Solís Diana Corleto Soto                          |
| 2022   | Yuta Kikuchi                     | Malya Hoareau            | Jose Luis Granados Morales Antonio Emanuel Ortiz         | Alejandra José Paiz Quân Mariana Isabel Paiz Quan    | Tino Daoudal Malya Hoareau                                 |
| 2023   | Muhammad Sultan Nurhabibu Mayang | Tomoka Miyazaki          | Muhammad Halim As Sidiq Muhammad Sultan Nurhabibu Mayang | Mei Sudo Nao Yamakita                                | Daigo Tanioka Maya Taguchi                                 |
| 2024   | Adriano Viale                    | Romane Cloteaux-Foucault | Christopher Alexander Martinez Salvador Jonathan Solís   | Diana Corleto Soto Nikte Sotomayorr                  | Christopher Alexander Martinez Salvador Diana Corleto Soto |